# Fachschule für Gartenbau Essen
Die Fachschule für Gartenbau Essen,  vollständige Bezeichnung Bildungszentrum Gartenbau Essen der Landwirtschaftskammer Nordrhein-Westfalen, wurde am 2. Oktober 1950 als Gärtnerlehranstalt eröffnet. Sie befindet sich am Botanischen Garten auf dem Gelände des Grugaparks in Essen-Rüttenscheid.
Hier können ausgelernte Fachkräfte der grünen Branche ihren Meister oder Agrarbetriebswirt (umgangssprachlich auch Techniker) in verschiedenen Fachsparten absolvieren. Angeboten werden die Bereiche Zierpflanzenbau, Baumschule, Beraten und Verkauf, Friedhofsgärtnerei und Gartenlandschaftsbau. Zusätzlich zu einem dieser Abschlüsse wird der Abschluss als „staatlich geprüfter Wirtschafter/Meister“ erworben. Es kann in Form einer einjährigen Vollzeitlaufbahn oder in einem Teilzeitsystem über zwei Jahre studiert werden. Hierbei kommt es auf den Berufsbildungsgang an, für welchen man sich interessiert.
Die von der Landwirtschaftskammer Nordrhein-Westfalen getragene Fachschule veranstaltet jährlich Informationstage für zukünftige Absolventen. Die Gebäude der Fachschule werden außerdem für Veranstaltungen wie Lehrgänge, Fortbildungen oder ähnliches zur Verfügung gestellt.